# Castanospora alphandii
Castanospora alphandii là một loài thực vật có hoa trong họ Bồ hòn. Loài này được (F.Muell.) F.Muell. mô tả khoa học đầu tiên năm 1875.